# Parlour ballad
Parlour ballad o più genericamente parlour music, era un tipo di musica popolare che, come il nome suggerisce, veniva eseguita, alla fine del XIX secolo, nei parlour (salotti) delle abitazioni della middle class britannica, quasi sempre da cantanti dilettanti accompagnati al pianoforte. Divulgate come stampe di spartiti musicali, si diffusero sul finire del XIX secolo come risultato della crescita del numero di famiglie che si potevano permettere l'acquisto di strumenti musicali e di far studiare la musica ai figli come sistema educativo e per lo svago della famiglia. La sua popolarità decrebbe nel XX secolo con l'avvento delle apparecchiature tecnologiche per la diffusione della musica, come la radio, il fonografo e quindi tutti gli altri media fino ad arrivare ai nostri giorni.
Molte delle prime parlour songs erano delle trascrizioni per voce e pianoforte di altre musiche già esistenti. Spesso erano tratte da temi popolari ma anche da arie da opere italiane, soprattutto di Vincenzo Bellini e Gaetano Donizetti. Il testo delle canzoni veniva tradotto o sostituito da nuove liriche.
Altri generi musicali venivano peraltro eseguiti nel parlour come inni patriottici, canti religiosi e pezzi musicali di spettacoli teatrali.
Con l'avanzare del XIX secolo, un numero sempre più alto di canzoni venne prodotto per l'esecuzione dilettantistica nelle abitazioni. I pezzi erano di semplice esecuzione sia dal punto di vista vocale che strumentale, per venire incontro alle modeste capacità tecniche degli esecutori. Le canzoni di Stephen Foster "Ah! May the Red Rose Live Alway" e "Come with Thy Sweet Voice Again" sono fra i primi esempi del genere in questione.
Il periodo di maggior sviluppo di questo genere si ebbe fra la fine del XIX secolo e l'inizio del XX durante l'era vittoriana. Le canzoni cominciarono ad essere più complesse e sofisticate e vennero anche eseguite in concerto da cantanti professionisti.
Fra i più famosi pezzi di questo genere si ricordano "The Old Arm Chair" di Henry Russell, "When the Swallows Homeward Fly" di Franz Abt, "Kathleen Mavourneen" composta da Frederick Nicholls Crouch su liriche di Marion Crawford, "The Lost Chord" composta da Arthur Sullivan su liriche di Adelaide A. Proctor, "Take Back the Heart" di Claribel (Mrs. Charlotte Barnard), "Oh! Promise Me" di Reginald de Koven, "I Love You Truly" di Carrie Jacobs-Bond, e "The Rosary" di Ethelbert Nevin.
Oltre che stampate singolarmente, questo tipo di composizioni venne messo in vendita sotto forma di raccolte antologiche di spartiti.